# Abakambouni
Abakambouni är ett berg i Komorerna.   Det ligger i distriktet Anjouan, i den centrala delen av landet, 150 km sydost om huvudstaden Moroni. Toppen på Abakambouni är 344 meter över havet. Abakambouni ligger på ön Anjouan.
Terrängen runt Abakambouni är varierad. Havet är nära Abakambouni åt sydost.  Närmaste större samhälle är Mramani, 3,3 km öster om Abakambouni. 